# Lagonda Rapide

Lagonda Rapide var en personbil från brittiska Aston Martin, som tillverkades mellan 1961 och 1964 i 55 exemplar. Modellen, med femsitsig, fyrdörrars sedankaross, var huvudsakligen baserad på Aston Martin DB4. Motorn, en rak sexcylindrig bensinmotor med fyra liters slagvolym, var emellertid något annorlunda och skulle senare dyka upp i modell DB5. Bakhjulsupphängningen var också annorlunda än i DB4 och hamnade senare i Aston Martin DBS. Inredningen var luxuös och modellen betingade ett högt pris, varför försäljningen gick dåligt.
Rapide var ett led i företaget David Browns försök att återuppliva bilmärket Lagonda.